# Angloamerika

Angloamerika: tmavězelená barva označuje státy tradičně zahrnované do tohoto regionu (Kanada a USA). Ostatní státy s angličtinou coby úředním jazykem jsou vyznačeny světle zeleně. Frankofonní Québec, který může či nemusí být zahrnut je modře.

Angloamerika je termín, který označuje části amerického světadílu, ve kterých je úředním jazykem angličtina nebo v částech, které mají výrazné historické, etnické, lingvistické a kulturní spojení se Spojeným královstvím či Britskými ostrovy obecně. Alternativně se jedná o část anglosféry. Odlišuje se od Latinské Ameriky, což je region, kde se používají románské jazyky (především francouzština, španělština a portugalština).
Do Angloameriky patří v severní Americe Spojené státy a Kanada, přičemž tento termín se často používá jako souhrnné označení těchto dvou států. Ve Střední a Jižní Americe sem patří Belize, Guyana, Jamajka a několik karibských států, například Bermudy, Barbados. Surinam není součástí Angloameriky, neboť je zde úředním jazykem nizozemština, podobně jako na 6 karibských ostrovech bývalých Nizozemských Antil. Angličtina je úředním jazykem i na Falklandách.